# Kaliber (radioprogram)
Kaliber är ett granskande radioprogram i Sveriges Radio P1. Programmets journalister har bland annat granskat Obol-affären, självmord på svenska häkten, Sverigedemokraterna och STIM.
Programmet hade premiär den 4 april 2004. Redaktionen bestod inledningsvis av Sanna Klinghoffer, Kristina Hedberg och Anna Jaktén.

## Priser, utmärkelser och kritik
Kaliber har fått både priser och kritik för sina granskningar:
- 2014 Guldspaden riksradio, Sofia Boo och Markus Alfredsson för "Lyxhotell och tvångsinjektioner"
- 2010 RFSL-Stockholms pris Regnbågspriset för sin granskning av MUCF statliga bidrag.
- 2008 Guldspaden riksradio, Anna Jaktén, Bo-Göran Bodin och Sanna Klinghoffer för "I statens förvar" (med Ekoredaktionen)
- 2007 Guldspaden lokal-TV, Sophia Djiobaridis och Anna Jaktén för "Baggershus-skandalen" (med Teddy Paunkoski vid SVT Västnytt)
- 2006 Guldspaden riksradio, Anna Jaktén för "Beställningsjobb"

2015 utsågs programmet till Årets förvillare för programmet "Om en utlovad granskning som aldrig blev av" (2 november 2015) om biverkningar av HPV-vaccin bland annat motiverat av att "Programmet var tydligt vinklat för att öka rädslan för vaccinationer och ge näring åt konspirationsteoretiska idéer" samt att redaktionen, trots påstötningar, i ett uppföljande program valde att inte nämna resultat från en mycket omfattande vetenskaplig studie rörande vaccinet utförd av europeiska läkemedelsmyndigheten. Kaliber var det andra programmet på Sveriges radio som utsågs till Årets förvillare för rapportering av biverkningar av HPV-vaccin. Det första programmet var P3 Nyhetsguiden år 2012. Kalibers program om HPV-vaccinet fälldes även för bristande saklighet av Granskningsnämnden för radio och tv.